# Gobitec
Gobitec ist ein Energieprojekt mit dem Ziel, in den Wüsten der Mongolei und Chinas im Nordosten Asiens Strom mittels Solarenergie zu gewinnen und diesen mittels HGÜ-Technik in nachfragestarke Gebiete Chinas, Japans und Koreas zu transportieren, wo er verbraucht werden soll. Es entspricht in seiner grundlegenden Konzeption dem Desertec-Projekt, das die Erzeugung von Strom aus regenerativen Quellen in der MENA-Region vorsieht, der teils vor Ort, teils in Europa verbraucht werden soll.

## Geschichte und Projekt
Vorgeschlagen wurde das Gobitec-Projekt 2009 von Bernhard Seliger and Professor Gi-Eun Kim von der südkoreanischen Zweigstelle der Hanns-Seidel-Stiftung, die sich am Desertec-Projekt orientierten. Zum Einsatz kommen sollen Sonnenwärmekraftwerke, die in den Wüsten Gobi und Taklamakan aufgestellt werden sollen. Die Wüste Gobi gilt mit über 300 Sonnentagen im Jahr, niedriger Feuchtigkeit und geringen Temperaturen als idealer Ort für Sonnenwärmekraftwerke. Nach einer Schätzung sollen auf 3 % der Fläche der Gobi, deren Gesamtfläche ca. 1,3 Mio. km² beträgt, jährlich mehr als 21.400 TWh elektrischer Energie produziert werden können, womit rechnerisch der Weltstrombedarf des Jahres 2008 mehr als gedeckt werden könnte. Bei Preisen für die installierten Photovoltaikmodule von 4 US-Dollar pro Watt ergäben sich Stromgestehungskosten von 18 US-Cent pro kWh, bei einem Modulpreis von einem Dollar pro Watt seien es 7 US-Cent.
Von den Initiatoren werden dabei mehrere Vorteile geltend gemacht: So soll Nordasiens Strombedarf mit einer sauberen und kohlenstoffarmen Energiequelle gedeckt werden können, eine wirtschaftliche und politische Kooperation mehrerer Staaten ermöglicht werden und auch Nordkorea in ein nicht-nukleares, partnerschaftliches Energieprojekt mit eingebunden werden. Kritisch gesehen werden von Sovacool und Cooper hingegen u. a. die hohen Kosten des Großprojektes sowie der gewählten Technik, die politische und technische Machbarkeit sowie potentiell drohende negative Auswirkungen auf die mongolische Gesellschaft, falls das Projekt schlecht umgesetzt würde. Sie halten eine dezentralere Struktur mittels verschiedener, über die Länder verteilten Erneuerbaren Energien wie Windenergie, Photovoltaik, Geothermie und Biomasse kombiniert mit einer deutlichen Verbesserung der Energieeffizienz für zielführender und schneller umsetzbar.
Laut einer Studie der Fraunhofer Institute ISE und ISI soll hingegen statt Sonnenwärmekraftwerken Photovoltaikanlagen als auch Windkraftanlage zum Einsatz kommen. Neben den oben genannten Staaten soll auch Russland in das zu konstruierende Supergrid mit einbezogen werden.
Im März 2013 unterzeichneten fünf Partnerorganisationen ein Memorandum of Understanding, um eine regionale Studie „Gobitec and the Asian Super Grid“ über erneuerbare Energiequellen in Nordostasien vorzubereiten.

## Rezeption
Chatzivasileiadis et al. sehen Projekte wie Gobitec, Desertec, MedGrid und Atlantic Wind Connection als Ausgangspunkt für ein weltweit verknüpftes Stromnetz, mit dem neue, bisher nicht genutzte Standorte für die Produktion von Ökostrom genutzt werden könnten und somit die globalen CO2-Emissionen gesenkt werden könnten. Tsachiagiin Elbegdordsch, Präsident der Mongolei, betonte bei seiner Rede vor dem Deutschen Bundestag, dass das Projekt Gobitec „auf enorme Resonanz in der Fachwelt“ stoße und warb für mehr Kooperation bei Infrastrukturprojekten. Bundeskanzlerin Angela Merkel nannte Gobitec in der gemeinsamen Pressekonferenz als Beispiel für eine mögliche Zusammenarbeit im Bereich der erneuerbaren Energien.
Beim Asia and Pacific Energy Forum 2013 der UN ESCAP wurde Gobitec als möglicher Bestandteil eines „Asian Energy Highway“ vorgestellt.